# Noblella coloma
Noblella coloma (лат.) — вид бесхвостых земноводных из семейства Strabomantidae, обитающий в Южной Америке. Эндемик Эквадора (провинция Пичинча; заповедник Reserva Florística Río Guajalito). Мелкие лягушки, длина тела 14—16 мм. Верх оранжево-коричневый, низ — оранжевый с мелкими белыми и коричневыми пятнами. Бока головы тёмно-коричневые. Встречается в горных облачных тропических лесах на западном склоне Анд на высотах 1800—2000 м. Редкий или труднообнаруживаемый таксон, так как за 15 лет исследования заповедной типовой местности было обнаружено только 8 экземпляров этого вида. Впервые был описан в 2009 году эквадорскими биологами Хуаном Гуайасамином (Juan Guayasamin) и Андреа Теран-Валдесом (Andrea Terán-Valdez) и назван в честь зоолога Луиса Коломы (Luis Aurelio Coloma).